# Nişantaşı

Lage von Şişli in Istanbul

Bei Nişantaşı handelt es sich um ein Viertel des Landkreises Şişli in Istanbul. Şişli befindet sich auf der europäischen Seite Istanbuls. Nişantaşı besteht aus vier Stadtteilen namens Teşvikiye, Osmanbey, Maçka und Pangaltı. Heute ist Nişantaşı eine der wohlhabendsten Gegenden und umfasst viele luxuriöse Einkaufsmöglichkeiten.

## Geschichte
Nişantaşı wurde Mitte des 19. Jahrhunderts vom osmanischen Sultan Abdülmecid I. besiedelt, welcher die genaue Größe des Viertels eingrenzte und mit Pfählen markierte. Der Sultan errichtete zwei Steinmonumente in Nişantaşı, als Beweis für seinen Wunsch, das Viertel aufleben zu lassen. Eines der Monumente befindet sich in der Nähe der Polizeistation in Teşvikiye, welche ebenfalls von Abdülmecid I. erbaut wurde. Das zweite Denkmal steht an der Kreuzung der drei zentralen Straßen Teşvikiye, Rumeli und Vali Konağı.
Der Name Nişantaşı bedeutet wörtlich übersetzt „Zeichenstein“, welcher sich von der Innenschrift der Steinmonumente ableiten lässt. Diese lautet: „Das Denkmal der unentgeltlichen Freundlichkeit des Sultans Abdülmecid I., das neue Teşvikiye-Viertel.“. Somit ist Nişantaşı als das allererste moderne Viertel im osmanischen Istanbul zu sehen.
Nach dem Ende der Balkankriege ließen sich viele Türken aus Makedonien in Nişantaşı nieder, was zur Folge hatte, dass sich weitere Gemeinden anschlossen. Danach gab es viele jüdische, griechische, armenische und levantinische Gemeinden in Nişantaşı.
Neben den Steinmonumenten und der Polizeistation in Teşvikiye, befindet sich in Nişantaşı auch die Teşvikiye-Moschee.